# Euphorbia brunellii
Euphorbia brunellii ist eine Pflanzenart aus der Gattung Wolfsmilch (Euphorbia) in der Familie der Wolfsmilchgewächse (Euphorbiaceae).

## Beschreibung
Die sukkulente Euphorbia brunellii wächst geophytisch mit einer knolligen Wurzel, die etwa 3 Zentimeter lang und 2 Zentimeter breit wird. Oberhalb der Wurzel wird ein sich verjüngender Stamm ausgebildet. Dieser ist durch die Blattnarben gemustert und wird etwa 3 Zentimeter lang und 1 Zentimeter dick. Die oberirdischen Blätter stehen ausgebreitet und sind länglich geformt. Sie stehen an einem 2,5 Zentimeter langen Stiel und werden bis 5,5 Zentimeter lang und 3,5 Zentimeter breit.
Die Blüten erscheinen vor dem Blattaustrieb. Der Blütenstand besteht aus Cymen, die zwei- bis vierfach oder noch mehrfach gegabelt sind. Sie stehen an bis zu 2 Zentimeter langen Stielen. Die eiförmigen Tragblätter sind rosafarben und werden 3 Millimeter lang und 2 Millimeter breit. Die 3 Millimeter großen Cyathien besitzen vier elliptische Nektardrüsen, sowie eine Nektardrüse, die in annähernd kreisförmige Hälften aufgeteilt ist. Diese Drüsen stehen alle einzeln und sind bräunlich gefärbt. Die stumpf gelappte Frucht wird etwa 3 Millimeter groß und steht an einem bis 5 Millimeter langen und zurückgebogenem Stiel. Der eiförmige Samen wird etwa 1,5 Millimeter groß und ist mit Warzen besetzt.

## Verbreitung und Systematik
Euphorbia brunellii ist im Südosten von Sudan, in Süd-Äthiopien bis in das östliche Uganda und in West-Kenia in Grasland in Höhenlagen von 1080 bis 2500 Meter verbreitet.
Die Erstbeschreibung der Art erfolgte 1952 durch Emilio Chiovenda. Synonyme zu dieser Art sind Euphorbia rubella var. brunellii (Chiov.) P.R.O.Bally (1967) und Euphorbia rubella var. exigua P.R.O.Bally (1967).